# 翔んだライバル
『翔んだライバル』（とんだライバル）は、1981年4月17日から10月9日までフジテレビで毎週金曜日の19時〜19時30分に放送されたテレビドラマである。
白水高校2年A組を舞台とした学園ドラマ。『翔んだ』シリーズ第2弾。放送開始当初は明るいコメディ調のストーリーであり、後期はシリアスな路線へ転換した。シリアス路線に変更後は挿入歌としてアリスの楽曲「エスピオナージ」が使用されている。

## 出演
- 葉月あかね（リンゴちゃん）：辻沢杏子
- 多聞順平：柳沢慎吾
- 葉月かがり：蔦木恵美子
- 岬洋介：田鍋友啓
- 宮下宏美：若狭広海
- 先生：柳原ハルヲ
- 刈田先生：高田純次
- 田沼：秋山武史
- 三上史朗：轟二郎
- 葉月梓：松金よね子

## スタッフ
- 照明：稲葉好治
- 脚本：岡部俊夫
- 主題歌：ヴァージンVS「さらば青春のハイウェイ」